# Hertha von Dechend
Hertha von Dechend (* 5. Oktober 1915 in Heidelberg; † 23. April 2001 in Frankfurt am Main) war eine Professorin am Institut für Geschichte der Naturwissenschaften der Universität Frankfurt am Main, die mit ihren Thesen zu den astronomischen Kenntnissen im prähistorischen Zeitalter bekannt wurde.

## Leben
Von Dechend studierte in Frankfurt Kulturhistorische Ethnologie bei Leo Frobenius, Philosophie, Alte Geschichte und Archäologie. Während ihres Studiums und danach war sie am Frobenius-Institut und am Museum für Völkerkunde tätig. Von 1943 an arbeitete sie am im selben Jahr von Willy Hartner gegründeten Institut für die Geschichte der Naturwissenschaften mit.
Während ihrer Promotion (Die kultische und mythische Bedeutung des Schweins in Indonesien und Ozeanien, 1939) war ihr erstmals klar geworden, dass die Mythen der Südsee-Bewohner nur verstanden werden konnten, wenn deren naturwissenschaftlicher, speziell astronomischer Sinn entschlüsselt werde. Verallgemeinert in ihrer Habilitationsschrift (Der Mythos von der gebauten Welt als Ausdrucksform archaischer Naturwissenschaft, 1960) sowie in ihrem Buch Die Mühle des Hamlet, bis 1969 zusammen mit Giorgio de Santillana am Massachusetts Institute of Technology (MIT) zuerst auf Englisch verfasst, wurde von ihr behauptet, dass die ursprüngliche Funktion des Mythos einmal gewesen war, vor allem astronomische Zusammenhänge und kalendarische Besonderheiten darzustellen, bevor dann die uns heute verständlicheren Ausdrucksweisen der Philosophie und Mathematik gefunden worden seien. Besonders umstritten war ihre These, dass es auch schon vor Hipparchos ein Wissen um die Präzession der Äquinoktien, ausgedrückt eben in der Sprache des Mythos, gegeben habe.

## Veröffentlichungen
- Die kultische und mythische Bedeutung des Schweins in Indonesien und Ozeanien. Dissertation Frankfurt 1943.
- mit Giorgio de Santillana: Hamlet’s Mill. An Essay on Myth and the Frame of Time. Harvard University Press, 1969, ISBN 0-87645-008-7; Neuausgabe unter dem Titel Hamlet’s Mill. An Essay Investigating the Origins of Human Knowledge And Its Transmission Through Myth. Godine, 1977, ISBN 0879232153
- Die Mühle des Hamlet. Ein Essay über Mythos und das Gerüst der Zeit. Kammerer und Unverzagt, Berlin 1993, ISBN 3-926763-23-X. 2. Auflage: Springer, Wien & New York 1994, ISBN 3-211-82630-0
- Il concetto di simmetria nelle culture arcaiche. In: Evandro Agazzi (Hrsg.): La Simmetria. Il Mulino, Bologna 1973.
- Bemerkungen zum Donnerkeil. In: Yasukatsu Maeyama, W. G. Saltzer (Hrsg.): Prismata. Naturwissenschaftsgeschichtliche Studien. Festschrift für Willy Hartner. Steiner, Wiesbaden 1977, ISBN 3-515-02683-5, S. 95 ff.
- Einführung in die Archaische Kosmologie. Vorlesungen im Wintersemester 1976/77. Differenz-Verlag, München 2011.

als Herausgeber:
- Justus von Liebig in eigenen Zeugnissen und solchen seiner Zeitgenossen. Verlag Chemie, Weinheim 1953; 2. ergänzte Auflage ebd. 1963.